# Placodus
Placodus és un gènere de sauròpsids placodonts placodòntids, que visqueren en el Triàsic inferior i el Triàsic mitjà. Tenia un cos corpulent amb una cua llarga i va assolir una longitud total de 2,5-3,2 m i una massa corporal de 100 kg.
Tenia el coll curt i el crani pesat. Estaven especialitzats per a una dieta duròfaga de mariscs, com els bivalves. Els incisius en forma de cisell sobresortien del marge anterior del musell i probablement s'utilitzaven per treure preses bentòniques de closca dura del substrat. Les dents posteriors eren amples i aplanades, i haurien ajudat a aixafar la presa.